# 제2공항철도
제2공항철도는 숭의역에서 출발해 인천역 영종하늘도시를 거쳐 인천공항2터미널역을 잇는 복선전철 노선이다.
개통목표추진 : 2030년
인천국제공항 제2여객터미널 착발에서 인천국제공항 제1여객터미널까지 역은 2018년 3월 23일 금요일부터 이후 KTX가 당분간은 운행이 잠정 중단된다.
2019년 7월 9일 화요일부터 ~ 국제대회 기간에만 임시열차로 지원한다.
제2공항철도 노선을 개통되면, 인천발 KTX 노선이 완전 개통이 된다.

개업예정일 : 미정
총길이 : 14.1km

2018년 평창올림픽 기간 동안 강릉선 KTX 노선에서 경춘선 검암역, 경의중앙선 경유지로 이용했다.
기간에는 1월 26일 ~ 3월 22일 경강선 및 강릉선 KTX 노선에만 운행을 하다가 운행이 중지되었다.
2018년 9월 1일 토요일부터 공식적으로 완전히 폐지되었고, 인천국제공항역 승강장에서 아예 폐쇄되어 있지 않았다.

인천국제공항 제2여객터미널 : 미사용 승강장
인천국제공항 제1여객터미널 : 미사용 승강장